# Zagrad, Radeče
Zagrad je naselje v Občini Radeče.